# Petit Best 5
Petit Best 5 est un album compilation du Hello! Project sorti fin 2004. Une version vidéo sort simultanément : Petit Best 5 DVD.

## Album CD
Albums de le Hello! Project
Petit Best 4
(2003) Petit Best 6
(2005)
Singles
Petit Best 5 ou Pucchi Best 5 (プッチベスト5) est un album compilation de chansons des divers artistes du Hello! Project, sorti le 22 décembre 2004 au Japon sous le label zetima. Il atteint la 14e place du classement des ventes de disques de l'Oricon, et reste classé pendant cinq semaines.
C'est le cinquième d'une série de compilations similaires homonymes nommées Petit Best, dont les volumes sortent chaque fin d'année. Une version DVD contenant la plupart des clips vidéos des chansons sort également : Petit Best 5 DVD.
L'album contient des titres sortis en single dans l'année par la plupart des groupes et solistes du Hello! Project ; certains de ces titres ne figureront sur aucun autre album. Parmi eux figure notamment la chanson sortie en single l'été précédent par le groupe shuffle unit de l'année rassemblant tous les artistes du H!P : H.P. All Stars.
L'album contient six chansons inédites : quatre versions remixées de titres sortis en singles (dont un en "face B"), et deux nouvelles chansons : une interprétée par le duo Eco Moni (reprise du titre Help! de l'album Ai no Dai 6 Kan de Morning Musume), et une par le duo Rika Ishikawa / Natsumi Abe.
| 1.  | All for One & One for All! (ALL FOR ONE & ONE FOR ALL!)                                                                                                 | H.P. All Stars                      |  |
| 2.  | Roman ~My Dear Boy~ (Let's Have a Dance Remix) (浪漫 ~MY DEAR BOY~...)                                                                                  | Morning Musume                      |  |
| 3.  | Yokohama Shinkirō (横浜蜃気楼) | Maki Gotō                           |  |
| 4.  | Your Song: Seishun Sensei (YOUR SONG ~青春宣誓~) | Aya Matsuura                        |  |
| 5.  | Datte Ikitekanakucha (だって生きてかなくちゃ) | Natsumi Abe                         |  |
| 6.  | Namida no Taiyō (涙の太陽) | Melon Kinenbi                       |  |
| 7.  | Robo Kiss (Jisedai Remix) (ロボキッス) (次世代 Remix)                                                                                                   | W                                   |  |
| 8.  | Shining Itoshiki Anata (シャイニング 愛しき貴方) | Country Musume ni Konno to Fujimoto |  |
| 9.  | Koi no Nukegara (恋のヌケガラ) | V-u-den                             |  |
| 10. | Do My Best (DO MY BEST) | Yūko Nakazawa                       |  |
| 11. | Piriri to Yukō! (More Piriri Remix) (ピリリと行こう!...)                                                                                                | Berryz Kōbō                         |  |
| 12. | Good Bye Hello (GOOD BYE HELLO) (titre inédit) | Natsumi Abe & Rika Ishikawa         |  |
| 13. | Love Like Crazy (Smooth Jazzy Mix) (LOVE LIKE CRAZY...) (de Renai Sentai...)                                                                            | Nochiura Natsumi                    |  |
| 14. | Aegekai ni Dakarete (エーゲ海に抱かれてエーゲ海に抱かれて)                                                                                              | Kaori Iida                          |  |
| 15. | Sarasara no Kawa (さらさらの川) | Yuki Maeda                          |  |
| 16. | Help!! ~Eco Moni no Acchi Chikyū wo Samasunda.~ (HELP!! ~エコモニ。の熱っちぃ地球を冷ますんだっ。~) (titre inédit ; reprise de Help! de Morning Musume) | Eco Moni                            |  |

## Petit Best 5 DVD
Vidéos par Petit Best
Petit Best 4 DVD
(2004) Petit Best 6 DVD
(2005)
Petit Best 5 DVD ou Pucchi Best 5 DVD (プッチベスト5 DVD) est une vidéo au format DVD sortie le 15 décembre 2004 au Japon sous le label zetima. C'est une compilation de clips vidéos, contenant la plupart des clips des chansons des artistes du Hello! Project qui paraitront une semaine plus tard sur la compilation Petit Best 5. Elle atteint la 14e place du classement des ventes de DVD de l'Oricon, restant classée six semaines. Elle sort le même jour que les versions DVD des trois premiers volumes de la série Petit Best, produites après coup pour compléter la série en version DVD.
Il n'y a pas de clips pour les six inédits de la compilation CD : trois des remixes sont remplacés par les clips des chansons originales, celui de la "face B" du single Renai Sentai Shitsu Ranger de Nochiura Natsumi est remplacé par le clip de sa "face A", et les deux nouvelles chansons sont remplacés par deux clips de Morning Musume Sakura Gumi et Otome Gumi. Le clip de la chanson d'Aya Matsuura ne figure pas non plus sur le DVD, remplacé par celui d'un autre de ses titres. 
La couverture du DVD ressemble à celle du CD, mais a été modifiée en fonction des différences de contenu.
| 1.  | All for One & One for All! (ALL FOR ONE & ONE FOR ALL!)             | H.P. All Stars                      |  |
| 2.  | Roman ~My Dear Boy~ (Dance Shot Edition) (浪漫 ~MY DEAR BOY~...)    | Morning Musume                      |  |
| 3.  | Yokohama Shinkirō (横浜蜃気楼)                                      | Maki Gotō                           |  |
| 4.  | Kiseki no Kaori Dance. (奇跡の香りダンス｡)                          | Aya Matsuura                        |  |
| 5.  | Datte Ikitekanakucha (だって生きてかなくちゃ)                       | Natsumi Abe                         |  |
| 6.  | Namida no Taiyō (涙の太陽)                                          | Melon Kinenbi                       |  |
| 7.  | Robo Kiss (ロボキッス)                                              | W                                   |  |
| 8.  | Shining Itoshiki Anata (シャイニング 愛しき貴方)                    | Country Musume ni Konno to Fujimoto |  |
| 9.  | Koi no Nukegara (恋のヌケガラ)                                      | V-u-den                             |  |
| 10. | Do My Best (DO MY BEST)                                             | Yūko Nakazawa                       |  |
| 11. | Piriri to Yukō! (More Piriri Remix) (ピリリと行こう!...)            | Berryz Kōbō                         |  |
| 12. | Renai Sentai Shitsu Ranger (Vocal Ver.) (恋愛戦隊シツレンジャー...) | Nochiura Natsumi                    |  |
| 13. | Aegekai ni Dakarete (エーゲ海に抱かれてエーゲ海に抱かれて)          | Kaori Iida                          |  |
| 14. | Sarasara no Kawa (さらさらの川)                                     | Yuki Maeda                          |  |
| 15. | Yūjō ~Kokoro no Busu ni wa Naranee!~ (友情 ~心のブスにはならねぇ!~) | Morning Musume Sakura Gumi          |  |
| 16. | Sakura Mankai (さくら満開)                                          | Morning Musume Otome Gumi           |  |

## Participantes
Comme pour les autres volumes, toutes les chanteuses ayant interprété des titres de la compilation figurent sur le montage photographique en couverture ; cette fois cependant, chacune d'elles n'y est représentée qu'une seule fois. La couverture du DVD a été modifiée en fonction des différences de contenu : la photo de Aya Matsuura a été changée (à la suite du changement de sa chanson) ainsi que celles des membres de Morning Musume (en costumes de Otome Gumi et Sakura Gumi sur le DVD). Nozomi Tsuji et Ai Kago chantent sur le titre de Morning Musume, mais ne faisaient plus partie du groupe à la sortie de l'album.
- H.P. All Stars (Morning Musume, Country Musume, Melon Kinenbi, V-u-den, W, Berryz Kobo, Hello! Project Kids/°C-ute, Yuko Nakazawa, Natsumi Abe, Kei Yasuda, Maki Goto, Atsuko Inaba, Ayaka, Yuki Maeda, Aya Matsūra)
- Morning Musume (Kaori Iida, Mari Yaguchi, Rika Ishikawa, Hitomi Yoshizawa, Nozomi Tsuji, Ai Kago, Ai Takahashi, Asami Konno, Makoto Ogawa, Risa Niigaki, Miki Fujimoto, Sayumi Michishige, Eri Kamei, Reina Tanaka)
- Maki Goto
- Aya Matsuura
- Natsumi Abe
- Melon Kinenbi (Hitomi Saito, Megumi Murata, Masae Otani, Ayumi Shibata)
- W (Nozomi Tsuji, Ai Kago)
- Country Musume ni Konno to Fujimoto (Asami, Mai Satoda, Miuna, Asami Konno, Miki Fujimoto)
- V-u-den (Rika Ishikawa, Erika Miyoshi, Yui Okada)
- Yūko Nakazawa
- Berryz Kōbō (Saki Shimizu, Momoko Tsugunaga, Chinami Tokunaga, Māsa Sudō, Miyabi Natsuyaki, Maiha Ishimura, Yurina Kumai, Risako Sugaya)
- Nochiura Natsumi (Natsumi Abe, Aya Matsuura, Maki Goto)
- Kaori Iida (en solo)
- Yuki Maeda
- Ecomoni (Rika Ishikawa, Sayumi Michishige)
- Morning Musume Otome Gumi (Kaori Iida, Rika Ishikawa, Nozomi Tsuji, Ai Kago, Makoto Ogawa, Miki Fujimoto, Sayumi Michishige, Reina Tanaka) (sur le DVD uniquement)
- Morning Musume Sakura Gumi (Mari Yaguchi, Hitomi Yoshizawa, Ai Kago, Ai Takahashi, Asami Konno, Risa Niigaki, Eri Kamei) (DVD)